# Didymella macrospora
Didymella macrospora är en svampart som beskrevs av Corbaz 1957. Didymella macrospora ingår i släktet Didymella, ordningen Pleosporales, klassen Dothideomycetes, divisionen sporsäcksvampar och riket svampar.   Inga underarter finns listade i Catalogue of Life.